# 심보선
심보선(沈甫宣, 1970년~)은 대한민국의 시인, 사회학자이다.
1970년 서울특별시에서 태어나, 서울대학교 사회학과와 동 대학원 석사과정을 졸업하고 컬럼비아대학교 대학원 사회학과에서 박사학위를 받았다. 경희사이버대학교 문화예술경영학과 교수로 재직했다. 현재는 인문예술잡지 《F》 편집위원으로 활동하면서 연세대학교 커뮤니케이션대학원 문화매개전공 교수로 활동 중이다.

## 약력
1994년 《조선일보》 신춘문예에 시 〈풍경〉이 당선되어 등단했다. 2009년 제16회 김준성문학상, 2011년 제4회 올해의 좋은 시상, 제11회 노작문학상을 수상했다. '21세기 전망' 동인이다.

## 저서

### 시집
- 《슬픔이 없는 십오초》(문학과지성사, 2008)
- 《눈앞에 없는 사람》(문학과지성사, 2011)
- 《오늘은 잘 모르겠어》(문학과지성사, 2017)

### 산문집
- 《그을린 예술》(민음사, 2013)
- 문학동네-그쪽의 풍경은 환한가(심보선 산문집)

1. ↑  "심보선 | Digital Library of Korean Literature (LTI Korea)". library.klti.or.kr. Retrieved 2017-12-02.